# Anna Braun (Naturbahnrodlerin)
Anna Braun (* 28. Juni 1984 in Schwaz) ist eine österreichische Naturbahnrodlerin. Sie startete bei drei Europameisterschaften und nahm an insgesamt acht Weltcuprennen teil. 2004 gewann sie die Bronzemedaille bei der Juniorenweltmeisterschaft in Kindberg. Seit 2007 nimmt sie nur noch im Sommer an Wettkämpfen im Rollenrodeln teil.

## Karriere
Anna Braun startete 2001 erstmals bei einer internationalen Juniorenmeisterschaft im Naturbahnrodeln, der Junioreneuropameisterschaft in Tiers. Dort erzielte sie unter 19 gewerteten Rodlerinnen den 14. Platz. Im nächsten Jahr nahm sie neben der Juniorenweltmeisterschaft 2002 in Gsies, bei der sie Zwölfte wurde, auch an der Europameisterschaft 2002 in Frantschach-Sankt Gertraud teil, wo sie zeitgleich mit der Italienerin Renate Kasslatter den elften Platz erreichte. Nachdem sie bereits gute Ergebnisse im Interkontinentalcup erzielt hatte, startete Braun am 22. Dezember 2002 zum ersten Mal im Weltcup. Bei diesem Parallelwettbewerb in Völs belegte sie den zwölften Platz; in der Saison 2002/2003 blieb dies ihr einziger Weltcupstart.
Einen großen Erfolg erzielte Anna Braun bei der Juniorenweltmeisterschaft 2004 in Kindberg, als sie hinter den Italienerinnen Sandra Lanthaler und Barbara Abart die Bronzemedaille gewann. Eine Woche später fuhr sie bei der Europameisterschaft 2004 in Hüttau auf Rang 16. Anschließend startete sie in den letzten beiden Rennen der Saison 2003/2004 auch wieder im Weltcup. Sie belegte im Parallelwettbewerb von Triesenberg den achten und beim Finalrennen in Aurach den zwölften Platz.
Im nächsten Winter startete Braun in drei der sechs Weltcuprennen. Sie wurde zweimal Zwölfte und einmal Elfte und damit Sechzehnte im Gesamtweltcup. In der Saison 2005/2006 bestritt sie ihre letzten beiden Weltcuprennen, wobei sie mit Platz sieben in Kindberg ihr bestes Karriereergebnis erzielte. Im Gesamtweltcup wurde sie erneut Sechzehnte. Ihr letzter großer Wettkampf im Naturbahnrodeln war die Europameisterschaft 2006 in Umhausen, die sie an elfter Stelle beendete. Danach startete sie noch bei einem Rennen im Interkontinentalcup, ehe sie nur noch an Wettbewerben im Rollenrodeln teilnahm.
Schon während ihrer gesamten Naturbahn-Karriere war Anna Braun auch im Rollenrodeln erfolgreich gewesen. Sie erzielte zunächst in der Juniorenklasse zahlreiche Siege im Austrian Rollenrodelcup, einer in Österreich ausgetragenen international besetzten Serie an Rollenrodelrennen, gewann 2003 die Gesamtwertung in der Juniorenklasse und wurde im selben Jahr Österreichische Jugendmeisterin. Später feierte sie auch zahlreiche Renn- und Gesamtsiege in der allgemeinen Damenklasse. So gewann sie in den Jahren 2007 und 2008 mit jeweils drei Siegen, einem zweiten und einem dritten Platz die Gesamtwertung des Austrian Rollenrodelcups vor Marlies Wagner. Im Jahr 2009 gewann sie mit vier Siegen, einem zweiten und einem dritten Platz zum dritten Mal in Folge die Gesamtwertung, diesmal vor Tina Unterberger. Nachdem sie im Jahr 2010 an keinen Wettkämpfen teilgenommen hatte, entschied sie 2011 mit Siegen in allen sechs Rennen erneut die Gesamtwertung für sich.

## Erfolge

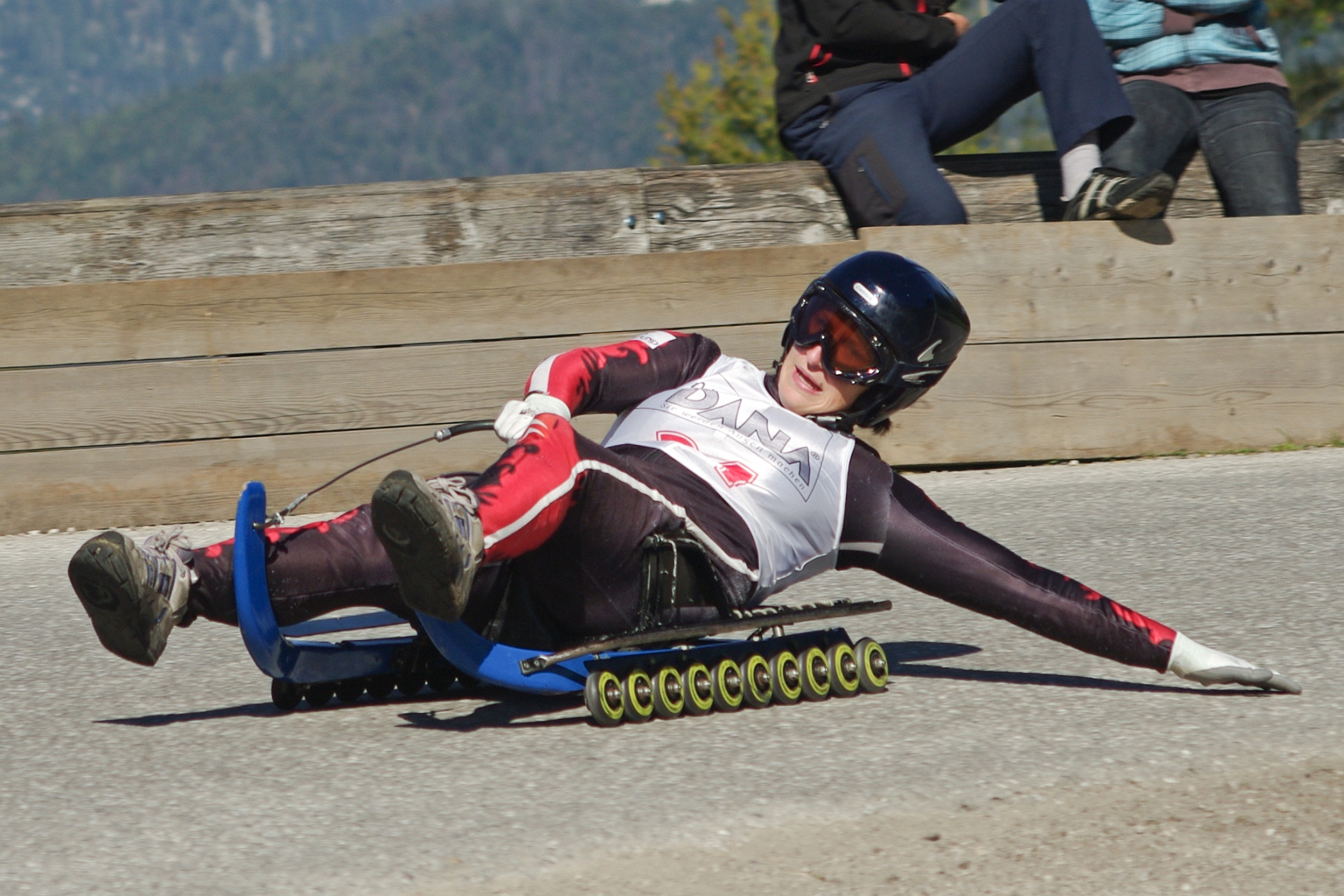
Anna Braun im letzten Rennen des Rollenrodelcups 2011

### Europameisterschaften
- Frantschach 2002: 11. Einsitzer
- Hüttau 2004: 16. Einsitzer
- Umhausen 2006: 11. Einsitzer

### Juniorenweltmeisterschaften
- Gsies 2002: 12. Einsitzer
- Kindberg 2004: 3. Einsitzer

### Junioreneuropameisterschaften
- Tiers 2001: 14. Einsitzer

### Weltcup
- 2 Platzierungen unter den besten zehn

### Rollenrodeln
- Gesamtsieg im Austrian Rollenrodelcup 2007, 2008, 2009 und 2011